# Leptoclinides coelenteratus
Leptoclinides coelenteratus är en sjöpungsart som först beskrevs av Kott 1952.  Leptoclinides coelenteratus ingår i släktet Leptoclinides och familjen Didemnidae. Inga underarter finns listade i Catalogue of Life.